# Lex Calpurnia de repetundis
Lex Calpurnia de repetundis – wydana w 149 p.n.e. ustawa, której wnioskodawcą był trybun ludowy Lucjusz Kalpurniusz Pizon. Wprowadziła pierwsze stałe trybunały karne, w skład których zapewne wchodzili tylko senatorowie. Poszkodowani musieli korzystać z pomocy patronów, którzy pochodzili z senatu rzymskiego.